# Pedro García
Pedro Francisco Toto García Aguado (Madrid, 9 december 1968) is een voormalig Spaanse waterpoloër.
Pedro García nam viermaal deel aan de Olympische Spelen, in 1988, 1992, 1996 en 2000. Hij eindigde met het Spaanse team in 1992 op de tweede plaats, vier jaar later veroverde hij olympisch goud in Atlanta.
In de competitie kwam Garcia uit voor Club Náutico Terrassa.
Hij is sinds 2009 werkzaam als presentator van het programma Hermano mayor.
Miguel Chillida · 
Manuel Estiarte · 
Pedro García · 
Salvador Gómez · 
Marco Antonio González · 
Mariano Moya · 
Jorge Neira · 
Jorge Payá · 
Miguel Pérez · 
Pedro Robert · 
José Antonio Rodríguez · 
Jesús Rollán · 
Jordi Sans
Daniel Ballart · 
Manuel Estiarte · 
Pedro García · 
Salvador Gómez · 
Marco Antonio González · 
Rubén Michavila · 
Miguel Ángel Oca · 
Sergi Pedrerol · 
Josep Picó · 
Jesús Rollán · 
Ricardo Sánchez · 
Jordi Sans
Josep María Abarca · 
Ángel Luis Andreo · 
Daniel Ballart · 
Manuel Estiarte · 
Pedro García · 
Salvador Gómez · 
Iván Moro · 
Miguel Ángel Oca · 
Jorge Payá · 
Sergi Pedrerol · 
Jesús Rollán · 
Jordi Sans · 
Carles Sans
Ángel Luis Andreo · 
Daniel Ballart · 
Manuel Estiarte · 
Pedro García · 
Salvador Gómez · 
Gabriel Hernández · 
Gustavo Marcos · 
Daniel Moro · 
Iván Moro · 
Sergi Pedrerol · 
Jesús Rollán · 
Javier Sánchez · 
Jordi Sans
- Biblioteca Nacional de España: XX4794198
- Library of Congress Control Number: no2016163375
- Virtual International Authority File: 169224416
- WorldCat: E39PBJc3DK3X3cJhGVVdFd4g8C